# Formica marcida
Formica marcida é uma espécie de formiga do gênero Formica, pertencente à subfamília Formicinae.